# Стравинский, Фёдор Игоревич
Фёдор (Теодор) И́горевич Страви́нский (фр. Théodore Strawinsky; 24 марта 1907, Санкт-Петербург — 16 мая 1989, Женева) — швейцарский художник русского происхождения. Старший сын одного из крупнейших композиторов XX века Игоря Стравинского. С детских лет Фёдор проявил интерес к живописи и музыке. В 1913 году многодетная семья композитора находилась в Швейцарии. После начала Первой мировой войны Стравинские оказались в вынужденной эмиграции. В Швейцарии они находились до 1920 года, после чего переселились во Францию, где Фёдор продолжил заниматься живописью. В 1927 году в Париже прошла его первая персональная выставка. В 1936 году женился на швейцарской подданной Дениз Герзони. Супруги удочерили дочку сестры Фёдора, Людмилы (умершей до начала Второй мировой войны), и поэта Юрия Мандельштама (погибшего в немецком концлагере). Во время немецкой оккупации художник остался во Франции, был заключён в лагерь для интернированных. После освобождения перебрался с семьёй в Швейцарию, где принял местное гражданство и остался до конца жизни. Писал в различных жанрах живописи. Много работал над оформлением католических церквей, за что был удостоен ордена от Папы римского. При жизни художника было проведено 30 персональных выставок. Умер 16 мая 1989 года в Женеве, после чего был похоронен на парижском кладбище Сент-Женевьев-де-Буа вместе со своими близкими родственниками.

## Биография

### Ранние годы
Фёдор Стравинский родился в Санкт-Петербурге в семье композитора Игоря Фёдоровича и Екатерины Гавриловны (урожд. Носенко) Стравинских, женившихся в 1906 году. Они приходились другу другу двоюродными братом и сестрой. Относительно даты рождения существуют значительные расхождения. Чаще всего указывается 24 марта, причём без конкретизации по новому или по старому стилю. Музыковед Светлана Савенко в своей монографии «Мир Стравинского» привела иную дату — 17 февраля [2 марта] 1907. Историки русской культуры Дмитрий Северюхин и Олег Лейкинд в книге «Художники русской эмиграции (1917—1941). Биографический словарь» указали более позднюю дату — 27 декабря 1907 года. Последнее утверждение не может быть признано обоснованным, так как о Фёдоре известно из переписки композитора задолго до этой даты. Так, в письме к матери от 6 [19] августа 1907 года Игорь Фёдорович сообщал: «Федя страшно вырос. Быть может, пристрастие родителей к своему ребёнку — это общее явление и потому и мы не составим исключения в том, но всем в доме Федя страшно нравится».

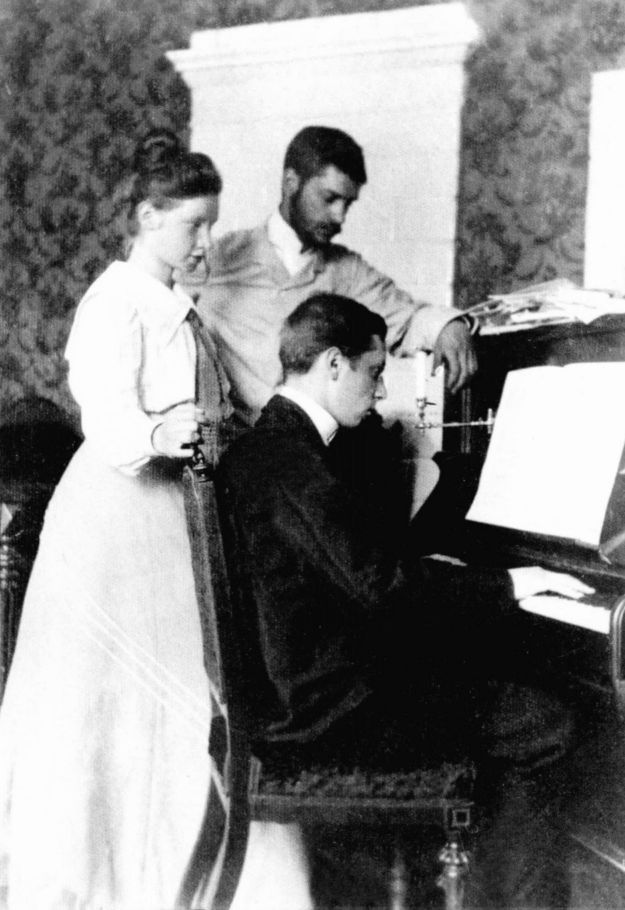
Екатерина и Игорь (за фортепиано) Стравинские и старший брат композитора Юрий, 1900

Первенец был назван в честь деда по отцу Фёдора Игнатьевича Стравинского — оперного певца, солиста Мариинского театра. В 1908 году в семье родилась дочь Людмила (Мика), в 1910 году второй сын Святослав (Сулима-Стравинский), в 1914-м самая младшая дочь — Милена. В 1900—1910-е годы семья Стравинских подолгу жила (большую часть лета) в построенной после свадьбы усадьбе на землях семьи Носенко в еврейском местечке Устилуге (Волынская губерния, ныне Украина), а зиму проводила в Швейцарии. Во многом это объясняется тем, что Екатерина Гавриловна страдала туберкулёзом: болезнью, которая была распространена в семье. В 1913 году Стравинские в последний раз отдыхали в Устилуге. Зиму того же года они провели в Швейцарии. После этого Екатерина Гавриловна почувствовала себя хуже и было решено остаться на лето в горах Швейцарии, а не возвращаться, как обычно, в Россию. После того как в конце июля 1914 года началась Первая мировая война, семья оказалась в вынужденной эмиграции.

## Жизнь в Швейцарии и Франции
Несколько лет семья проживала в Швейцарии (Кларан, Морж). Теодор, как его стали здесь называть (в семье продолжали его называть на русский манер), ходил в школу и занимался музыкой. Уже в детстве увлёкся изобразительным искусством, и тогда же решил стать художником. Особенно он утвердился в этом стремлении после того как познакомился с работами Пабло Пикассо, а затем и с самим мастером. Из воспоминаний Фёдора Стравинского известно, что именно это стало «настоящим катализатором» для его желания связать свою жизнь с рисованием. Пикассо стал наведываться в Морж в связи с работой над оформлением балета «Пульчинелла», музыку к которому писал русский композитор. Считается, что талант к рисованию первый сын Стравинских унаследовал от матери, которая после рождения детей посвятила себя большой семье, отказавшись от намерения стать художником. Когда её сын стал проявлять художественные способности, она сказала ему: «Федя, продолжай моё дело, но знай, что путь, который ты выбрал, труден». В гостях у Стравинских бывали такие художники, как Михаил Ларионов, Наталья Гончарова, Лев Бакст, Александ Бенуа и другие, что поддерживало интерес Фёдора к рисованию. Первое сохранившееся его художественное произведение было создано, когда ему было одиннадцать лет. Акварель была создана под впечатлением от посещения им с членами семьи в конце сентября 1918 года премьеры оперы-балета «История солдата», музыку к которой написал отец. С этого времени Фёдор приступает к систематическим занятиям живописью. Его намерения поддержали друзья отца: художник Рене Обержонуа, писатели Альбер Сингриа и Шарль Фердинанд Рамю.
Летом 1920 года Стравинские переселяются во Францию, где первоначально проживали в рыбацкой деревушке Карантек (Бретань). Осенью они переехали в дом модельера Коко Шанель в город Гарш (недалеко от Парижа), а в мае 1921 года обосновались в Англет, в районе Биаррица. Эти места так понравились Стравинским, что они сняли в центре Биарицца виллу де Роше, где проживали до 1924 года. Однако атлантический климат побережья Франции плохо переносила Екатерина Гавриловна, всё ещё страдающая от туберкулёза, и было принято решение переселиться в Ниццу (Приморские Альпы). Там семья проживала с 1924 по 1931 год. Татьяна Стравинская, сестра Ксении Стравинской, родной племянницы композитора, в марте 1925 года приехала из СССР в Ниццу в гости к своей родне и прожила с ними около года. Она сразу выделила в талантливой семье Фёдора, в частности, его художественные и музыкальные способности. В письме к сестре она писала: «Федя меня занимает больше всех. Он необыкновенно одарённая натура и недюжинного ума. Дядя недаром считает его своим другом и может разговаривать с ним как с музыкантом». В другом письме она отмечала, что на его работах лица выходят удлинёнными («его жанр»), и что он находился под большим влиянием творчества Пикассо. Позже она описывала впечатления от знакомства с писателем Жаном Кокто, который, по её словам, был умён во всех областях. «Второго человека встречаю с таким умом. Первый это Федя, но он не такой блестящий, правда, ведь ему всего восемнадцать лет, а блеск не такая важная вещь». После этой встречи художник написал портрет маслом Кокто. В середине 1920-х годов Фёдор также написал портреты своей матери и отца. Между молодыми людьми со временем возникла симпатия, переросшая «братскую» любовь, и Татьяна приняла трудное решение вернуться на родину.
По финансовым соображениям Стравинские переехали из Ниццы в Вореп, находившийся недалеко от Гренобля, а с 1934 года обосновались в Париже. Там Фёдор влюбился в Дениз Герзони (Denise Guerzoni), дочь швейцарской художницы Стефани Герзони, и 29 июня 1936 года женился на ней. В 1935 году его сестра Людмила вышла замуж за поэта Юрия Мандельштама. В этом браке родилась их дочь Екатерина (Китти). В конце 1930-х годов во Франции умерли три поколения Стравинских: в ноябре 1938 года сестра Фёдора Людмила, через три месяца его мать Екатерина Гавриловна, а в июне 1939 года — Анна Фёдоровна, мать композитора. Они были похоронены на парижском кладбище Сент-Женевьев-де-Буа. В 1935 году в гостях у своих друзей в городке Мёдон (недалеко от Парижа) Фёдор познакомился со швейцарским кардиналом Шарлем Журне, который стал его духовным наставником и близким другом, а в 1940 году под его влиянием Фёдор принял католичество.
На протяжении 1920-х—1930-х годов Фёдор продолжал заниматься живописью, посещал академию Андре Лота, брал уроки у Жоржа Брака, Анри Дерена, Анри Матисса. Он писал портреты, натюрморты, пейзажи, зарисовки бытовых сцен, иллюстрировал книги. Так, в 1935 году он оформил издание пьесы «Проделки Скапена» Мольера. К середине 1930-х годов его имя приобрело некоторую известность. Так, до Второй мировой войны персональные выставки Стравинского прошли в Париже, (1927, 1928), Баррейро (1935), в Нью-Йорке (1940). Относительно американской выставки в журнале Art News отмечали: «Портрет знаменитого отца Ф. Стравинского, исполненный гуашью, — замечательный пример тщательной и аккуратной манеры, в которой работает художник, но это вовсе не означает, что в его произведениях нет фантазии. Образ, созданный художником, всегда чёток и ясен, все живописные приёмы определённы. В нескольких натюрмортах-этюдах он достигает гармонии цвета. Особенно восхитителен Белый кувшин, но и остальные натюрморты приятны сочетаниями приглушённых тонов. Ряд небольших гуашей, изображающих клоунов, свидетельствует о его чувстве юмора».

### Швейцарский период жизни
В связи с началом Второй мировой войны Игорь Фёдорович переехал в 1939 году в США, где в 1940 году женился на Вере Судейкиной (с которой у него были известные для его семьи отношения ещё с 1920-х годов), а в 1945 году получил американское гражданство. Мандельштам был депортирован в Польшу, где, как выяснилось позднее, погиб в концлагере Освенцим. По просьбе Игоря Фёдоровича, Фёдор и Дениз удочерили Китти. Во время немецкой оккупации художник находился во Франции, где не имел гражданства. Так как он эмигрировал из Российской империи, то не имел даже нансеновского паспорта, выдававшегося беженцам без гражданства, в частности представителям белой эмиграции. Эта ситуация привела к тому, что художнику тяжело было получить заказы, работу, его семья испытывала нужду. Пришлось сменить несколько квартир в Париже, пока друзья не поселили его в домике возле Тулузы, где он с женой и Китти перебивались продуктами с огорода. В 1941 году он был арестован и помещён в лагерь для интернированных Recebedou. Оттуда его вызволили друзья, которые оформили на него документы для работы на их ферме. В октябре 1942 года Стравинские перебрались в Швейцарию, где должна была пройти выставка главы семьи. В итоге они решили остаться на родине жены, где могли рассчитывать на помощь её родственников и поселились в Лозанне. В связи с нехваткой денег художнику приходилось браться за любые заказы, даже те, которые ему не нравились. Его сильно выручали почитатели таланта его отца: Вернер Райнхарт, Сингриа, Обержонуа, которые знали его ещё с его детства. При их поддержке семья перебралась в Женеву, где можно было рассчитывать на более широкий круг заказов. Здесь они несколько лет проживали в маленькой квартире с минимальными удобствами. Кардинал Журне способствовал получению заказов для оформления католических храмов. В 1944 году Фёдор создал эскизы для постановки балета отца «Петрушка». В 1948 году он получил первый значительный заказ на создание пяти витражей для оформления церкви Сен-Сюльпис в Сивирье (кантон Фрибур). Эта работа получила признание и в 1964 году ему заказали витражи в церкви Христа Царя, уже в столице кантона — Фрибуре. По оценке швейцарской журналистки Натальи Бегловой, это был поистине «гигантский заказ: в общей сложности художник сделал шестьдесят витражей, отдав этому почти двадцать лет своей жизни!» В 1951 году он встретился в Венеции с отцом, которого не видел с начала войны. Игорь Фёдорович стремился помогать семье сына и внучке, когда у него была для этого возможность. Лилиан Либмен (Lillian Libman), менеджер и секретарь Стравинского в 1960-е годы в США, зафиксировала, что среди прочих изображений композитора в его кабинете висели портреты, выполненные сыном и Пикассо, помещённые под одну рамку.
В 1953 году семья поселилась в собственном доме в женевском районе Шен-Бужри, который они назвали Le Pré de l’Or («Золотой луг»). Там бывали их друзья и знакомые, в том числе Кокто, балетмейстер Серж Лифарь. Позже особняк был снесён и на его месте построен многоквартирный дом. В 1956 году художника приняли в швейцарское гражданство. Он работал в жанре портрета, натюрморта, писал пейзажи, оформил несколько постановок на музыку отца (балет «Жар-птица» (1959), комическая опера «Мавра» (1960)). В Женеве по его эскизам были созданы витражи в капелле Кладбища королей (cimetière des Rois) и в Соборе Нотр-Дам. В городском районе Шампель создал фреску в клинике Босолей и в церкви святой Терезы. Также занимался оформлением церквей Италии, Франции, Нидерландов. За заслуги перед католической церковью был награждён Орденом святого Григория Великого, который получил лично из рук папы римского Павла VI за «помощь церкви своим художественным умением». У мастера было только несколько учеников. В частности, он дал несколько уроков Марии Габриэлле Савойской, дочери последнего итальянского короля Умберто II и Марии Жозе Бельгийской. С бывшей королевой поддерживал дружеские отношения. Так, он сопровождал её во время официального визита в Нидерланды, часто бывал в её резиденции Château de Merlinge, а также оставил два её портрета.

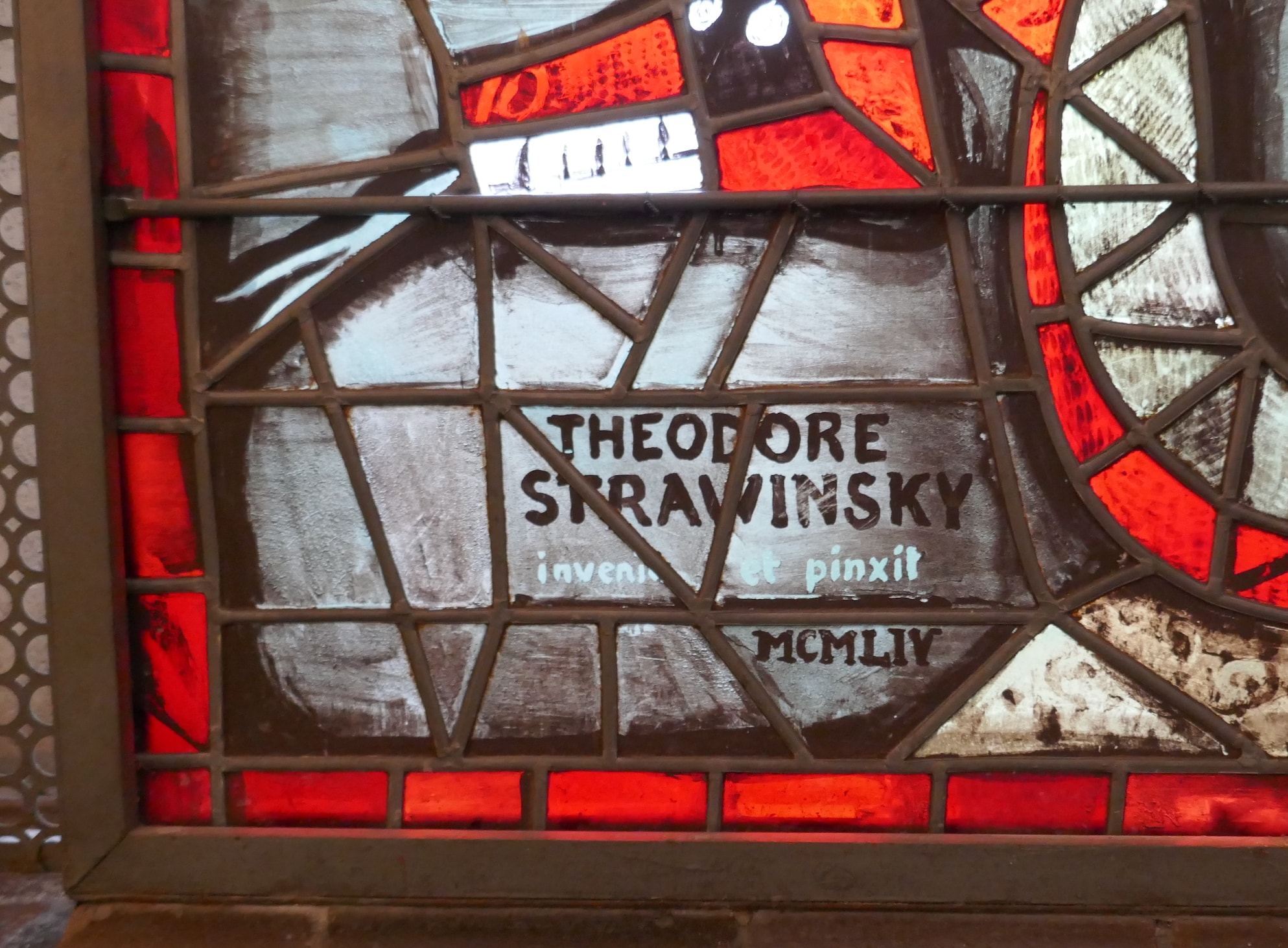
Капелла кладбища королей в Женеве. Большой витраж в задней части часовни, деталь, подпись: «Теодор Стравинский, MXMLIV» (1954)

Супруги Стравинские в 1974 году побывали в СССР. В 1976 году художник стал кавалером Ордена Искусств и литературы Министерства культуры Франции. Его станковые картины выставлялись на персональных выставках в Женеве (1955, 1960), Гранже (1979). По мнению критики (журнал Werk), для позднего периода художника характерна сдержанность и даже некоторая холодность, которая была преодолена в театральных работах, а также в портретах, выполненных карандашом. Его творчество относили к кубизму, к классицизму. Сам же художник говорил, что черпает вдохновение в различных течениях, находя в них то, что отвечает его индивидуальному стилю и характеру. Беглова писала, ссылаясь на мнение Фёдора Стравинского, что его «искусство не существует в безвоздушном пространстве. Творчество каждого художника должно иметь корни, и это обеспечивает преемственность, так же необходимую в искусстве, как и в жизни». Его собственное кредо было запечатлено в словах: «Я не рисую так, как вижу, — я рисую так, как смотрю». Последнее его произведение датируется 1987 годом. Из тридцати прижизненных персональных выставок, последние прошли в Женеве, в Монтрё и в Невшателе (1987 и 1988). 

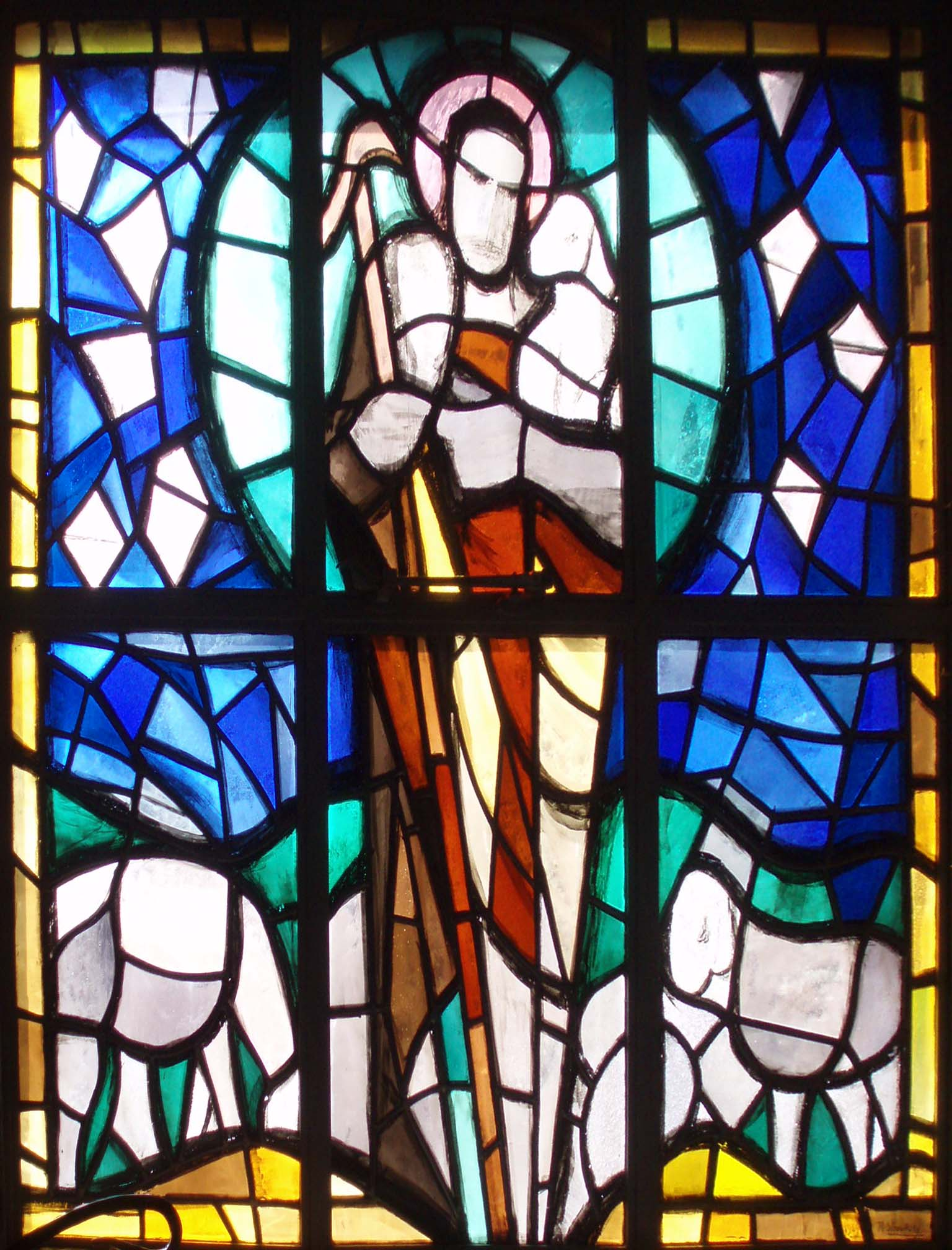
Теодор Стравинский. Витраж с изображением Доброго Пастыря, церковь Святого Мартина (Sint-Martinuskerk), Геннеп, Нидерланды

За несколько лет до смерти художник ослеп. Умер 16 мая 1989 года в Женеве, после чего был похоронен на парижском кладбище Сент-Женевьев-де-Буа, там же, где ранее были погребены мать отца, мать и сестра. В 2004 году вместе с ним была похоронена его жена Дениз. В 1991 году в Женеве по настоянию его вдовы был основан Фонд Фёдора Стравинского (Fondation Théodore Strawinsky). С 1992 года организация ежегодно стала вручать Премию имени Фёдора Стравинского (10 тыс. швейцарских франков) лучшему выпускнику женевской Высшей школы искусства и дизайна (Haute école d’art et de design Genève). В Женеве также расположена организация, посвящённая его отцу, — Фонд Игоря Стравинского (Fondation Igor Stravinsky). Согласно каталогу-резоне, составленному при участии Фонда Фёдора Стравинского, художник создал около 1000 картин, 2600 акварелей и пастелей, 3600 рисунков, множество монументальных работ (мозаик и фресок). Всего в каталог включено 7400 произведений.